# Jamie at Home
Jamie at Home war eine Kochsendung mit Jamie Oliver und wurde von Fresh One Productions für Channel 4 produziert. Die Show wurde im Vereinigten Königreich auf Kanal 4 am 7. August 2007 uraufgeführt. Die Serie lief auch auf Food Network Canada und in den Vereinigten Staaten ab 7. August 2007. In Deutschland wurden die Episoden ab 9. Februar 2008 auf RTL II gesendet.

## Inhalt
In jeder Episode, die fast immer auch im Freien stattfindet, verwendet Jamie Oliver eine andere Zutat um diese sich die gesamte Folge dreht, die im eigenen Garten angebaut werden kann und man so, ohne großen Aufwand zum Selbstversorger wird und Gerichte mit selber angebauten Produkten zubereiten kann. Unterstützt wird er von Gärtner Brian, der zeigt wie eigenes Gemüse einfach anzubauen ist, was dabei hilft sich gesund zu ernähren.

## Episodenliste
Reihenfolge nach Internet Movie Database

### Staffel 1
| Nummer | Titel (Deutschland) | Originaltitel      | Erstausstrahlung (RTLII) | Erstausstrahlung (USA) | Gerichte |
| ------ | ------------------- | ------------------ | ------------------------ | ---------------------- | --- |
| 1      | Tomaten             | Tomatoes           | 12. Apr. 2008            | 7. Aug. 2007           | „Tomaten-Consommé“, Jamie Oliver-’Tomatensalat’ mit Fusilli und Büffel-Mozzarella, „Tomaten-Wurst-Ragout aus dem Ofen“, „Klare, eiskalte Tomatensuppe mit einem Schuss Wodka“            |
| 2      | Zucchini            | Courgettes         | 26. Apr. 2008            | 14. Aug. 2007          | |
| 3      | Grillparty          | Barbeque           | 22. Mrz. 2008            | 21. Aug. 2007          | „Meeresfrüchte mit Barbecue-Marinade“, „Rippchen“, „Lammkeule“, „Biohuhn“, frischer „Biolachs“ mit selbst gemachter „Zaziki und knuspriger Kruste“                                       |
| 4      | Bohnen              | Beans              | 5. Apr. 2008             | 28. Aug. 2007          | „Geschmorte Bohnen mit gegrilltem Seeteufel“, „Carpaccio mit Bohnensalat“, „Borlotti-Bohnen mit Jakobsmuscheln“                                                                          |
| 5      | Zwiebeln            | Onions             | 23. Feb. 2008            | 4. Sept. 2007          | „Käse-Zwiebel-Salat“, „Rote Zwiebeln und Kartoffeln al Forno“, „Englische Zwiebelsuppe“                                                                                                  |
| 6      | Karotten und Rüben  | Carrots & Beets    | 15. Mrz. 2008            | 11. Sept. 2007         | „Gebratene Karotten und Bete“ mit Schweinekoteletts, „indischer Karottensalat“ mit gehacktem Lammfleisch, in Alufolie „gebackene und geräucherte Bete“ zu Rinder-Medaillons              |
| 7      | Kartoffeln          | Potatoes           | 9. Feb. 2008             | 18. Sept. 2007         | |
| 8      | Paprika und Chili   | Peppers & Chillies | 24. Nov. 2007            | 25. Sept. 2007         | |
| 9      | Pilze               | Mushrooms          | 17. Nov. 2007            | 2. Okt. 2007           | frische Waldpilze |
| 10     | Wildgerichte        | Feathered Game     | 1. Dez. 2007             | 9. Okt. 2007           | Kaninchen |
| 11     | Kürbisse            | Pumpkin & Squash   | 10. Nov. 2007            | 16. Okt. 2007          | |
| 12     | Wintersalat         | Winter Salad       | 19. Jan. 2008            | 23. Okt. 2007          | „Gebratene Karotten- und Avocado-Salat“, „Fantastischer Wintersalat“ aus all dem Gemüse, das der Garten in dieser Jahreszeit noch zu bieten hat, „Thunfisch-Ceviche mit Kräutersprossen“ |

| Nummer | Titel (Deutschland)    | Originaltitel       | Erstausstrahlung (RTLII) | Erstausstrahlung (USA) | Gerichte |
| ------ | ---------------------- | ------------------- | ------------------------ | ---------------------- | --- |
| 13     | Lamm                   | Lamb                | 12. Jan. 2008            | 17. Jan. 2008          | „Lammkebab“ im Fladenbrot mit Salat, „Lammbraten (aus Lammschulter) mit Cavalo Nero“ mit „Stampfgemüse“ und einer „frischen Soße aus Minze und Kapern“   |
| 14     | Porree                 | Leeks               | 29. Dez. 2007            | 17. Jan. 2008          | „Pappardelle mit langsam geschmortem Porree“ mit „Pangrattato“, „Ziehharmonika-Kalmar mit gegrilltem Porree“                                             |
| 15     | Wintergemüse           | Winter Vegetables   | 8. Dez. 2007             | 24. Jan. 2008          | „Bubble and Squeak with Sausages and Onion Gravy“ |
| 16     | Gefiedertes Wild       | Furred Game         | 22. Dez. 2007            | 24. Jan. 2008          | „Gemischte Bratenplatte vom Federwild auf Polenta“ aus Perlhuhn, Wachtel, Taube, Rebhuhn und Fasan, „Gebratene Rebhühner mit Perlgraupen“                |
| 17     | Gebäck                 | Pastry              | 15. Dez. 2007            | 31. Jan. 2008          | |
| 18     | Eier                   | Eggs                | 5. Jan. 2008             | 31. Jan. 2008          | „Eier-Tagliatelle“ mit „Käsesoße“, „Meringue mit heißer Birnen-Schokoladensoße“, „Omelett-Salat mit Bresaola“ mit frischem Gemüse                        |
| 19     | Rhabarber              | Rhubarb             | 26. Jan. 2008            | 7. Feb. 2008           | „Schnelles Rhabarbercreme-Dessert“, „Rhabarber mit knusprigem Schweinefleisch“, „Rhabarber-Soufflé mit Vanillesoße“, „Cremigen Rhabarber-Wodka-Cocktail“ |
| 20     | Spargel                | Asparagus           | 2. Feb. 2008             | 7. Feb. 2008           | |
| 21     | Sommersalat            | Summer Salad        | 29. Mrz. 2008            | 14. Feb. 2008          | „Grüner Salat mit perfekten Dressing“, „Bruschetta mit Tomate und Kräutern“, „Bresaola-Salat mit gegrilltem Pfirsich“, „Der beste Cäsar-Salat“           |
| 22     | Pizza                  | Pizza               | 3. Mai 2008              | 14. Feb. 2008          | |
| 23     | Erdbeeren              | Strawberries        | 1. Mrz. 2008             | 21. Feb. 2008          | „Erdbeersalat“, „Milchreis mit warmer Erdbeermarmelade“, „Gegrillte Erdbeeren mit Pimm’s“, „Champagner-Cocktail“                                         |
| 24     | Erbsen und Bohnen      | Peas & Broad Beans  | 16. Feb. 2008            | 21. Feb. 2008          | „Vornehme Bohnen auf Toast“, „frittierte Saubohnen“, „Schnelle Spaghetti mit Fleischklößchen“                                                            |
| 25     | Sommerkohlgemüse       | Summer Brassicas    | 8. Mrz. 2008             | 28. Feb. 2008          | „Frittierten Blumenkohl mit Curry“, „Schinken mit Grühkohl“, „Cannelloni mit Blumenkohl und Broccolifüllung“                                             |
| 26     | Einmachen und Einlegen | Pickles & Preserves | 19. Apr. 2008            | 28. Feb. 2008          | „Auberginen mit Oregano und Knoblauch“, „selbstgemachter Tomatenketchup“, „gegrilltes Steak mit Pommes“, „Chili-Chutney“, „Welsh Rarebit“ (Käsetoast)    |

## Veröffentlichung
- Natürlich Jamie: Meine Frühlings-, Sommer-, Herbst- und Winterrezepte, DK Verlag, Jamie Oliver, ISBN 978-3-8310-1102-5
- Jamie at Home: Cook Your Way to the Good Life, Hyperion Books, Jamie Oliver